# Qualificazioni al campionato mondiale di calcio 2022 - AFC - seconda fase - girone A
Questa voce raccoglie i risultati delle partite del girone A valido come secondo turno di qualificazione al Campionato mondiale di calcio 2022 per la zona di competenza dell'AFC.
| Squadra   | P.ti | G | V | P | S | RF | RS | DR  |
| --------- | ---- | - | - | - | - | -- | -- | --- |
| Siria     | 21   | 8 | 7 | 0 | 1 | 22 | 7  | +15 |
| Cina      | 19   | 8 | 6 | 1 | 1 | 30 | 3  | +27 |
| Filippine | 11   | 8 | 3 | 2 | 3 | 12 | 11 | +1  |
| Maldive   | 7    | 8 | 2 | 1 | 5 | 7  | 20 | -13 |
| Guam      | 0    | 8 | 0 | 0 | 8 | 2  | 32 | -30 |

## Risultati

### 1ª giornata
| Arbitro: | Al-Hammadi |

|  |           |              |
|  | Marcatori | 27’ Mahudhee |

| Arbitro: | Iida |

|                   |           |                                                                |
| Patiño 6’ Ott 83’ | Marcatori | 14’, 55’ Al Soma 30’ Mobayed 48’ (rig.) Al-Khatib 85’ Al-Mawas |

### 2ª giornata
| Arbitro: | Kim |

|                  |           |                                                |
| Lopez 67’ (rig.) | Marcatori | 7’ Guirado 12’ Reichelt 71’ Schröck 81’ Strauß |

| Arbitro: | Al-Khudhayr |

|  |           |                                                                   |
|  | Marcatori | 34’ Wu Xi 45’ Wu Lei 64’ (rig.) Yang Xu 83’ (rig.), 90+1’ Elkeson |

### 3ª giornata
| Arbitro: | Reda |

|                                                              |           |  |
| Yang Xu 6’, 19’, 24’, 31’ Wu Lei 17’ Wu Xi 45+1’ Elkeson 75’ | Marcatori |  |

| Arbitro: | Nasaruddin |

|                  |           |            |
| Al Soma 26’, 60’ | Marcatori | 70’ Ashfaq |

### 4ª giornata
| Bacolod 15 ottobre 2019, ore 20:00 UTC+8 | Filippine | 0 – 0 referto | Cina | Panaad Stadium (2 982 spett.)\| Arbitro: \| Asimov \| |
| Arbitro:                                 | Asimov    |               |      |                                                       |

| Arbitro: | Mashentsev |

|                                     |           |  |
| Al Soma 3’, 44’, 83’ Al-Mawas 90+3’ | Marcatori |  |

### 5ª giornata
| Arbitro: | Al-Ali |

|                 |           |                       |
| N. Hassan 90+3’ | Marcatori | 52’ Ramsay 68’ Strauß |

| Arbitro: | Kim |

|                            |           |            |
| Omari 19’ Zhang 76’ (aut.) | Marcatori | 30’ Wu Lei |

### 6ª giornata
| Arbitro: | Yehia |

|                                               |           |            |
| Samooh 23’ T. Nicklaw 38’ (aut.) Ashfaq 90+1’ | Marcatori | 49’ Matkin |

| Arbitro: | Arumughan |

|               |           |  |
| Al Salama 23’ | Marcatori |  |

### 7ª giornata
| Arbitro: | Pu-udom |

|  |           |                                                                     |
|  | Marcatori | 20’, 55’ Wu Lei 39’ Jin Jingdao 61’ Wu Xi 65’ Elkeson 83’, 87’ Alan |

| Arbitro: | Aljeneibi |

|  |           |                                                          |
|  | Marcatori | 29’, 45+2’ (rig.), 71’ (rig.) Al-Mawas 33’ (rig.) Aosman |

### 8ª giornata
| Arbitro: | Khalid Saleh Alturais |

|  |           |                               |
|  | Marcatori | 6’, 9’ Mardikian 84’ Al-Mawas |

| Arbitro: | Hee Gon Kim |

|                                  |           |  |
| Wu Lei 56’ (rig.) Wu Xinghan 65’ | Marcatori |  |

### 9ª giornata
| Arbitro: | Al-Jeneibi |

|                                           |           |  |
| Guirado 12’ Lopez 60’ (aut.) Hartmann 88’ | Marcatori |  |

| Arbitro: | Al-Ali |

|                                                                 |           |  |
| Liu Binbin 5’ Wu Lei 30’ Alan 68’ Zhang Yuning 69’ Tan Long 79’ | Marcatori |  |

### 10ª giornata
| Arbitro: | Pu-Udom |

|             |           |               |
| Guirado 19’ | Marcatori | 25’ Ali Fasir |

| Arbitro: | Bin Jahari |

|                                                      |           |            |
| Zhang Xizhe 43’ Wu Lei 69’ (rig.) Zhang Yuning 90+3’ | Marcatori | 50’ Aosman |

Nota: la Siria gioca le sue partite casalinghe negli Emirati Arabi Uniti a causa della guerra civile siriana.